# 顧夢圭
顾梦圭（1500年—1558年），字武祥，號雍里，南直隶苏州府昆山县人。明朝政治人物。

## 生平
顾梦圭是正德十一年（1516年）丙子科应天府乡试举人，嘉靖二年（1523年）中癸未科進士，獲授刑部浙江司主事，改官南京吏部稽勲司主事，迁任验封司郎中，应诏時上陈言论六事，尤其论及宦官镇守的害處，得旨撤还。陞广东布政司参议，上疏停止采珠，未得回應。都御史陶谐請求剿滅山西猺民，清空其地遷移居民，顾梦圭指出猺民不宜尽杀，而新遷入者也會害怕被吞噬，土兵也會厌棄猺山荒落，一定不能居住，后事如他所料。遷江西左參議，因父親去世回鄉，服除後擢官山东副使，十七年（1538年）二月改任河南提学副使，轉福建左参政，平定连江、寿宁、松溪的流寇，陞為按察使，二十二年三月升江西右布政使，行至建寧，疾病發作，上疏乞求致仕回鄉，當時僅年過四十。他为人敦厚，到每處也會閉户读书，自比如寒素，在外省並不快樂，曾對親人說曰：「北河权船者邪！」
嘉靖三十七年十二月二十三日卒，享年五十九。

## 家族
高祖顾良。曾祖顾恂，赠左春坊左谕德兼翰林院侍读。祖顾宜之，封山西道监察御史。叔祖顾鼎臣，光禄大夫柱國少保兼太子太保礼部尚书武英殿大学士。父顾潜，馬湖府知府、前提学御史、進階中憲大夫。母龚氏，封孺人；继母杨氏。
顾梦圭元配皇甫氏，封恭人，生二子：允默、允焘。长子顾允默，字茂仁，为文基礎扎實，學識淵博，但在诸生间保持恂谨，不谈先世功績，游歷遇上贵人也會掩面不溝通，病危時得知兒子顾天埈及第，拿笔寫诗後去世。
弟弟顾梦川，字禹祥，個性磊落喜歡读书，父顾潜特別喜愛其博通，拿出藏书相贈，罗列于大堂，梦川拥抱而坐，經常取大白放在楹聯间，客人來到後则會与期论述古今，订正錯誤谬，日以繼夜也不覺得倦。晚年以岁贡生入國子監，潛心研究玄理，寄於淡漠，死後得门人私谥淳靖先生。子顾允晔、顾允烈，终身不貪财，以孝友称道。